# 刁家段站
刁家段站是一个集通线上的铁路车站，位于内蒙古自治区赤峰市阿鲁科尔沁旗先锋乡，建于1995年，目前为四等站，邮政编码为025571。目前客运：办理旅客乘降；行李、包裹托运；货运：办理整车货物发到。